# U-59 (1938)
U-59 – niemiecki okręt podwodny (U-Boot) typu II C z okresu II wojny światowej. Okręt wszedł do służby w 1939.

## Historia
Zamówienie na kolejny okręt podwodny typu II C zostało złożone w stoczni Deutsche Werke AG w Kilonii 17 czerwca 1937. Budowę rozpoczęto 5 października 1937. Wodowanie nastąpiło 12 października 1938, wejście do służby 4 marca 1939.
Przydzielony do flotylli okrętów podwodnych „Emsmann” stacjonującej w Kilonii jako jednostka szkolna. 1 stycznia 1940 włączony w skład 1 Flotylli jako jednostka bojowa.
Odbył 13 patroli, podczas których zatopił 19 jednostek o łącznej pojemności 34 994 BRT, uszkodził dwie (łącznie 12 952 BRT).
1 stycznia 1941 U-59 przeznaczony został do szkolenia i włączony w skład 22 Flotylli stacjonującej w Gdyni. 1 lipca 1944 przeniesiony do 19 Flotylli, stacjonował w Pilawie. W styczniu 1945 ewakuowany do Kilonii. W kwietniu 1945 ze względu na znaczny stopień zużycia i zły stan techniczny wycofany ze służby.
Samozatopiony przez załogę 3 maja 1945 w Kilonii (operacja Regenbogen). Wydobyty po wojnie i złomowany.